# Magneuptychia analis
Espèce
Magneuptychia analis est une espèce d'insectes lépidoptères (papillons) de la famille des Nymphalidae, de la sous-famille des Satyrinae et du genre Magneuptychia.

## Dénomination
Magneuptychia analis a été décrit par Frederick DuCane Godman en 1905 sous le nom initial d' Euptychia analis.

### Noms vernaculaires
Magneuptychia analis se nomme Analis Satyr en anglais.

## Description
Magneuptychia analis est un papillon beige grisé foncé à marron clair au dessus uni.
Le revers est marqué de deux rayures et à l'apex de l'aile antérieure d'un ocelle noir pupillé de blanc comme ceux de l'apex et proches de l'angle anal de l'aile postérieure.

## Écologie et distribution
Magneuptychia analis est présent au Brésil et au Pérou.

### Protection
Pas de statut de protection particulier.